# Republica Kosova
Acest articol se referă la republica declarată independentă Kosovo din 1991-2000.
Republica Kosova (în albaneză Republika e Kosovës) a fost un stat secesionist nerecunoscut proclamat în 1991 de un parlament diferit reprezentând populația albaneză din Kosovo. În această perioadă, s-a încercat înființarea unor instituții politice diferite opuse față de instituțiile dominate de sârbi din Provincia Autonomă Kosovo și Metohia.
Republica Kosova a fost oficial desființată în 2000, când instituțiile au fost înlocuite de Structura Administrativă Interimară Comună înființată de Misiunea de Administrație Interimară a ONU în Kosovo (UNMIK). În timpul acelei perioade, Republica Kosova a fost recunoscută numai de Albania.